# 腋斑似天竺魚
腋斑擬天竺魚（學名：Apogonichthyoides uninotatus），又稱腋斑似天竺鯛，為輻鰭魚綱鈎頭魚目天竺鯛科擬天竺魚屬下的一個種，分布於中西太平洋菲律賓海域，深度0至10公尺，本魚體延長，長橢圓形，體稍側扁，頭大、眼大，口大且斜裂，頜齒細小，鋤骨和腭骨通常具齒，舌上無齒，前鰓蓋骨有光滑的脊和鋸狀邊緣，體被弱櫛鱗，背鰭2個，尾鰭截形，體側有一個圓的約等同瞳孔大小黑色斑塊，在胸鰭與側線之間，背鰭硬棘8枚、背鰭軟條9枚、臀鰭硬棘2枚、臀鰭軟條8枚，體長可達5.5公分，棲息在有礁石區，屬肉食性，以小型無脊椎動物為食，夜行性，繁殖期時，雄魚具有口孵習性，卵約7日化成仔魚，由雄魚吐出，具短暫的仔魚飄浮期，生活習性不明。